# Auger de Moléon de Granier
Auger de Moléon de Granier (ca. 1600 — 1650) foi um escritor francês.
Foi o primeiro ocupante da cadeira 38 da Academia Francesa.